# Дронов, Богдан Николаевич
Богда́н Никола́евич Дро́нов (укр. Богдан Миколайович Дронов; 14 апреля 1994, Верба) — украинский военнослужащий, майор, участник российско-украинской войны. Герой Украины (2022).

## Биография
Родился 14 апреля 1994 года в селе Верба Дубенского района Ровенской области. С юных лет стремился к военной службе: в 2011 году окончил Львовский государственный лицей с усиленной военно-физической подготовкой имени Героев Крут. Затем поступил в Национальную академию Сухопутных войск имени гетмана Петра Сагайдачного, которую окончил досрочно в феврале 2015 года, получив специальность офицера пехоты.
Сразу после выпуска был назначен командиром механизированного взвода 17-й танковой Криворожской бригады имени Константина Пестушка. Позднее переведён в 54-ю механизированную бригаду имени гетмана Ивана Мазепы, где в октябре 2015 года, в возрасте 21 года, стал командиром роты. В 2016 году переведён в 10-ю горно-штурмовую бригаду, а в 2018 году назначен заместителем командира отдельного батальона.
Участвовал в боевых действиях в районах Попасной, Светлодарской дуги, Авдеевки, Новотошковки, Широкино, Зайцево и Светличного. В 2020 году прошёл курсы повышения квалификации при Национальном университете обороны Украины имени Ивана Черняховского.
В декабре 2021 года капитан Дронов был назначен командиром 17-го отдельного мотопехотного батальона 57-й мотопехотной бригады. Во время полномасштабного вторжения России в Украину в 2022 году его подразделение активно участвовало в обороне Луганской области, успешно отражая атаки противника и нанося контрудары. За проявленную храбрость и эффективное командование был повышен в звании до майора прямо на передовой. Во время одного из боёв майор Дронов лично корректировал огонь 82-мм миномёта.

## Награды
- Звание «Герой Украины» с удостоением ордена «Золотая Звезда» (3 мая 2022) — за личное мужество и героизм, проявленные в защите государственного суверенитета и территориальной целостности Украины, верность военной присяге[1].